# Aksufloden

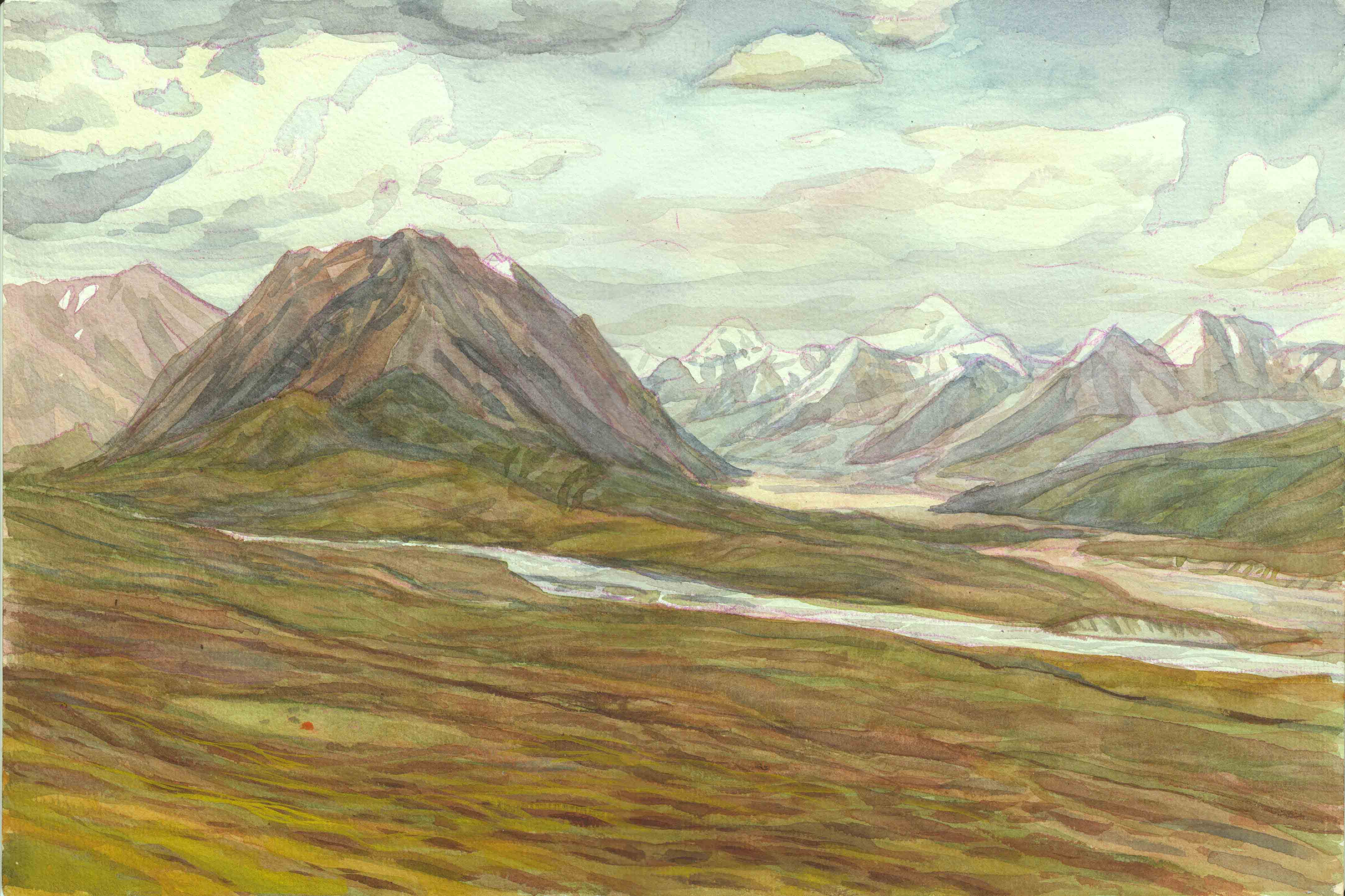
Floden Ashutulors mynning i Aksufloden. Akvarell av Maximilian Presnyakov

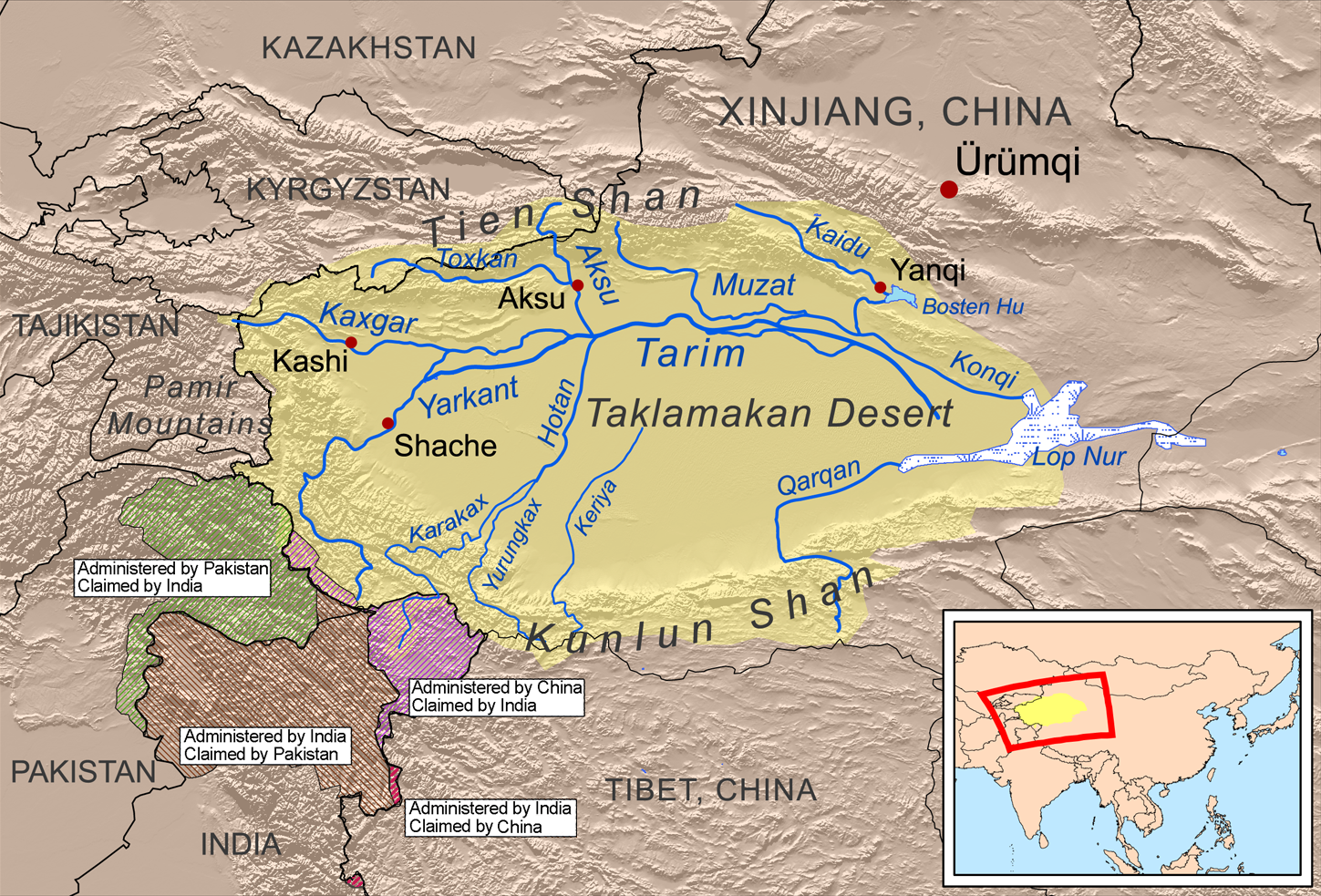

Aksufloden (kinesiska: 阿克苏河, Ākèsù Hé på pinyin; uiguriska: ئاقسۇ دەرياسى, Aqsu däryasi i translitterering) är en av Tarimflodens källflöden i Kirgizistan och Xinjiang (Kina). I Kirgizistan kallas floden Saryjaz (kirgisiska: Сарыжаз).
Floden rinner upp i östligaste Kirgizistan och dess källflöde ligger i Tian Shan. Därifrån flyter floden först västerut för att sedan vika av söderut och bryta genom bergsmassiven och flyta in i Tarimbäckenets nordliga del i Xinjiang (Kina). I Xinjiang passerar Aksufloden staden Aksu, 1.270 m ö.h., och den nordliga delen av öknen Taklamakan. Söder om Aksu flyter Aksufloden samman med Yarkandfloden och bildar Tarimfloden. Aksufloden är den enda av Tarimflodens källflöden som är vattenförande året om.